# St. Konstantin bei Völs

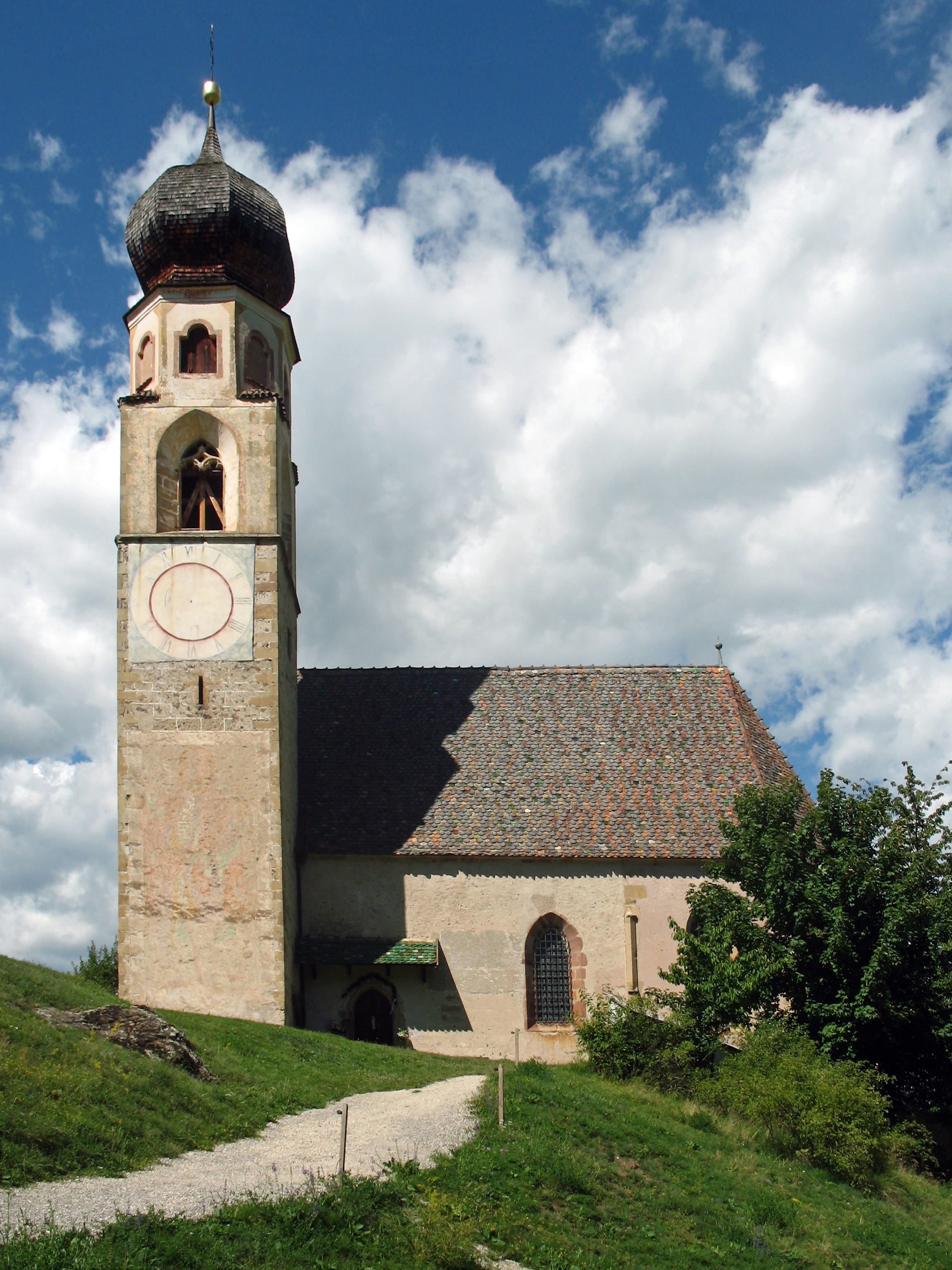
St. Konstantin bei Völs

St. Konstantin (mundartlich Kristanzen) ist ein spätmittelalterlicher Kirchenbau in der Ortschaft St. Konstantin in der Gemeinde Völs. Der Kirchenpatron ist der Hl. Constantius, nicht etwa Konstantin der Große.

## Geschichte

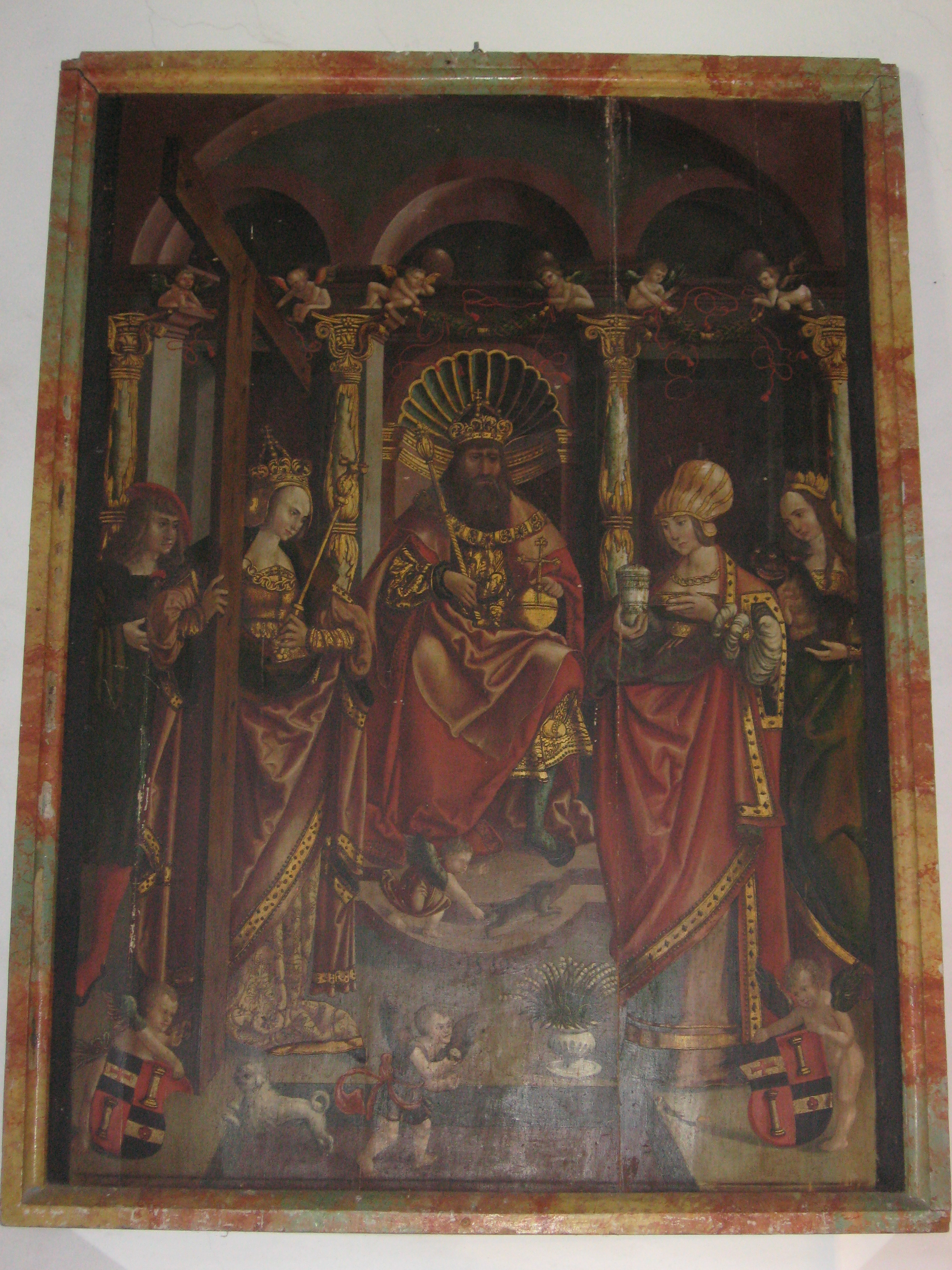
Altarbild im Pfarrmuseum Völs

Die Kirche wurde urkundlich erstmals 1281 als apud sanctum Constancium erwähnt, wobei der untere Teil des Turms und die Grundmauern des Schiffes vielleicht schon aus dem Anfang des 13. Jahrhunderts stammen. Auf Veranlassung des Tiroler Landeshauptmanns Leonhard von Völs wurde die Kirche 1506 im Stil der Spätgotik umgestaltet. Dabei wurden der Chor neu errichtet sowie Turm und Langhaus verändert. 1698 wurde ein neuer frühbarocken Altar angeschafft, von dem noch der Retabel erhalten ist. Im 18. Jahrhundert erhielt der Kirchturm einen achteckigen Aufsatz mit Zwiebelhaube. In den 1760er Jahren ließ man den alten Altar im Chor durch einen neuen hochbarocken Altar ersetzen.

## Ausstattung

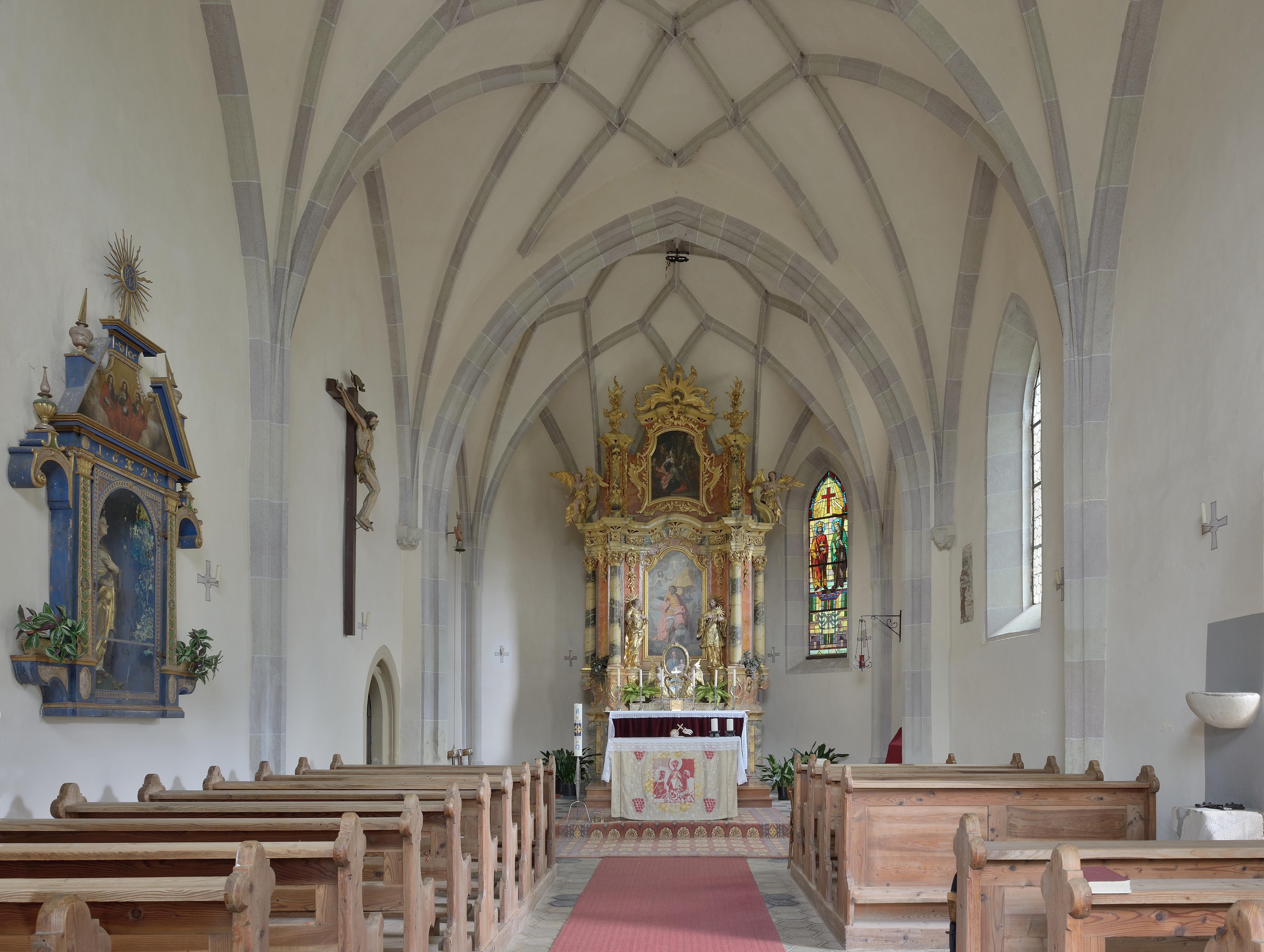
Innenraum

Von Anfang des 15. Jahrhunderts stammt das farbige Steinrelief an der rechten Innenwand des Langhauses. Sichtbar ist ein König im roten Mantel, der einen Wolf an einer Kette hochzieht und ein gelocktes Kind aus dem Rachen des Tieres befreit. Die Darstellung wird entweder als Allegorie der Erlösung des Menschen durch Christus, Kaiser Konstantin oder den Heiligen Simpertus gedeutet.
Aus der gleichen Zeit stammt das schlecht erhaltene Fresko an der Basis des Turms, das den Heiligen Christophorus darstellt. In einer Inschrift liest man: Christophore, qui Te manet, videt, nocturno tepore ridet („Christophorus, wer dich zur frühen Stunde gläubig anschaut, dem nächtens nicht vom Unheil graut“). Eine aus dem Jahr 1519 stammende beidseitig bemalte Tafel wird als Rest des ehemaligen Hochaltars angesehen. Es wird vermutet, dass ursprünglich Altarflügel dazugehörten (im Pfarrmuseum in Völs).
Das Hochaltarbild aus dem Jahre 1762 vom Wiener Hofmaler Adam Mölkh (auch Mölk), der auch an der Pfarrkirche von Sterzing tätig war, wurde 1972 gestohlen.
In der Kirche ist eine Kopie von Hans Pescoller zu sehen, lediglich die Heilige Helena mit Kreuz im Aufsatz ist ein Original. An der linken Seite hängt ein Altarretabel aus dem Jahre 1698. Im Aufsatz befindet sich die Darstellung der Dreifaltigkeit als drei Personen (Tricephalus) in jener Form, die von Papst Urban VIII. im Jahr 1628 verboten worden war.